# Samos (miejscowość)
Samos (gr. Βαθύ = Wathi, także: Σάμος = Samos) – miejscowość w Grecji, na wyspie Samos, na Morzu Egejskiem, w administracji zdecentralizowanej Wyspy Egejskie, w regionie Wyspy Egejskie Północne, w jednostce regionalnej Samos. Siedziba gminy Samos. W 2011 roku liczyła 6191 mieszkańców.